# Saison 2016-2017 de l'En avant de Guingamp
Maillots
Chronologie
Saison précédente Saison suivante
La saison 2016-2017 de l'En avant de Guingamp, club de football français, voit le club évoluer en Ligue 1 pour la 11e fois de son histoire, égalant ainsi son record de participations consécutives dans l'élite (quatre). Le club est aussi engagé en Coupe de France et en Coupe de la Ligue. 

## Transferts

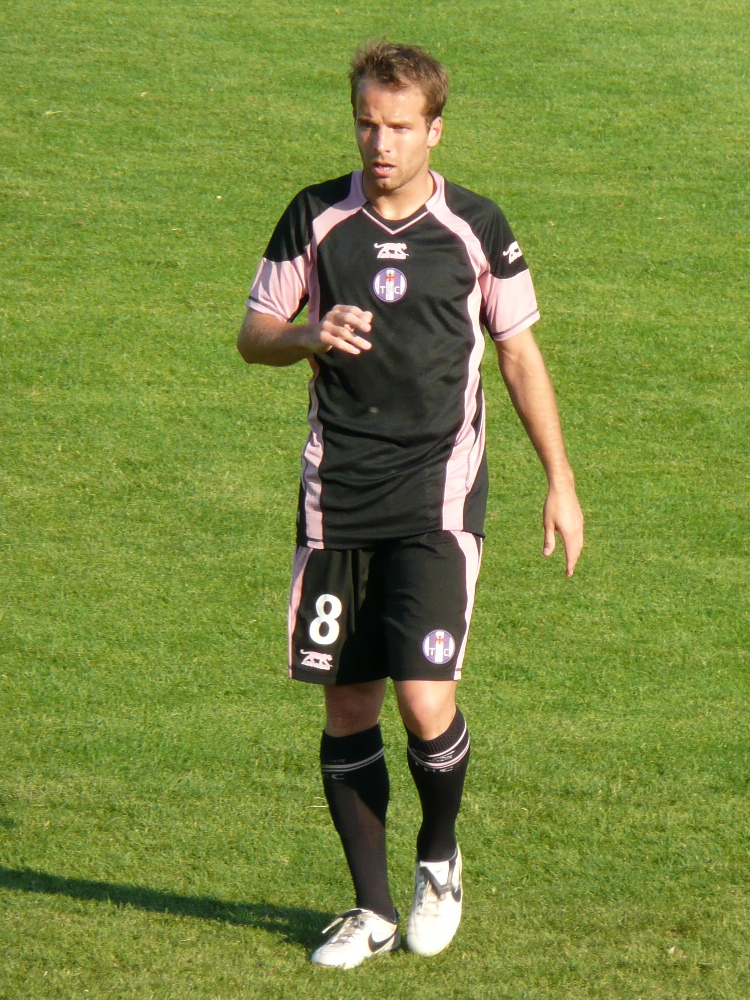
Étienne Didot de retour sur ses terres.

L'été 2016 est marqué par le départ de l’entraîneur Jocelyn Gourvennec aux Girondins de Bordeaux, remplacé par Antoine Kombouaré qui effectue son retour en Ligue 1. Lionel Mathis, capitaine emblématique du club et vainqueur des deux coupes de France guingampaises, retourne à l'AJ Auxerre finir sa carrière et est remplacé par Étienne Didot, originaire de Paimpol (à 34 km de Guingamp) qui rejoint le club qu'il a supporté de nombreuses années avant de rentrer au centre de formation du Stade rennais.
Le portier danois Jonas Lössl est remplacé par un international suédois venant tout droit du Danemark également, Kalle Johnsson. De nombreux joueurs sont également libérés, permettant ainsi de former un groupe professionnel de 26 joueurs.

## Saison

### Matchs amicaux

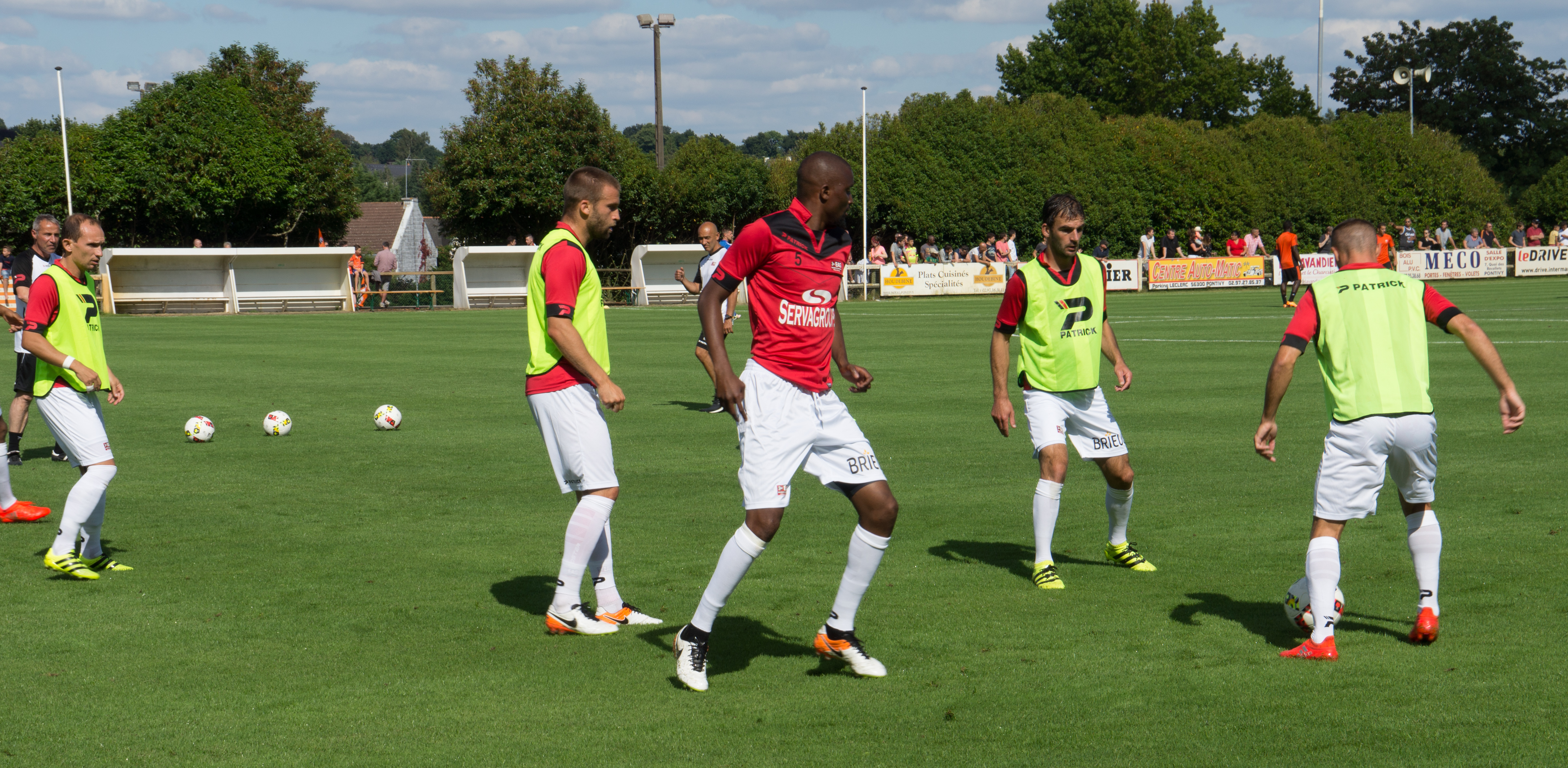
Les joueurs guingampais à l'échauffement avant d'affronter le FC Lorient.

La préparation estivale commence, comme chaque été, à Arzon. Six matchs amicaux sont organisés contre des clubs de l'Ouest. Le bilan est de 4 victoires et 2 défaites (10 buts pour, 8 buts contre). Sloan Privat se distingue notamment en inscrivant 5 buts lors des 4 premiers matchs.

### Championnat
La Ligue 1 2016-2017 est la soixante-dix-neuvième édition du championnat de France de football et la quinzième sous l'appellation « Ligue 1 ». La division oppose vingt clubs en une série de trente-huit rencontres. Les meilleurs de ce championnat se qualifient pour les coupes d'Europe que sont la Ligue des Champions (le podium) et la Ligue Europa (le quatrième et les vainqueurs des coupes nationales). L'En avant de Guingamp participe à cette compétition pour la onzième fois de son histoire.
Les relégués de la saison précédente, le Stade de Reims, quatre ans après sa montée, le GFC Ajaccio et l'ESTAC Troyes, deux clubs promus en Ligue 1 un an plus tôt, sont remplacés par l'AS Nancy-Lorraine, champion de Ligue 2 en 2015-2016 et de retour après trois ans d'absence, le Dijon FCO, qui revient dans l'élite après 4 ans d'absence, et le FC Metz, qui ne sera resté qu'une seule saison en Ligue 2 après sa relégation.

#### Journées 1 à 5
L'En avant de Guingamp entame sa saison de Ligue 1 par un déplacement délicat en Principauté face à l'AS Monaco. Mustapha Diallo inscrit le premier but de cette saison de Ligue 1 d'une magnifique demi-volée à la 29e minute. Redoutables en contre et efficaces en attaque, les Guingampais doublent la mise par Sloan Privat sur un centre de la droite de Lucas Deaux. En difficulté face à des Monégasques dans le rythme (en pleine phase de qualification pour la Ligue des champions), ils ne parviennent pas à maintenir le score et se font rejoindre sur un but de Bernardo Silva à la 84e minute.
Après ce bon point pris au Stade Louis-II, les Guingampais entament leur saison à domicile en accueillant l'Olympique de Marseille. Comme le week-end précédent, ils démarrent extrêmement bien : après 30 secondes de jeu seulement, Marcus Coco déborde sur le côté gauche et efface facilement Sakai puis Hubočan. Son centre est repris de volée par Yannis Salibur qui trompe Pelé à la 32e seconde de jeu. La seconde période est plus difficile mais comme face à Monaco, les Guingampais parviennent à faire le break grâce à Jérémy Sorbon qui reprend au premier poteau un centre de Lucas Deaux après un dédoublement avec Yannis Salibur. Malgré un superbe but de Thauvin à la 78e minute, les Marseillais ne parviennent pas par la suite à imiter leurs voisins monégasques et Guingamp réussit à conserver son avantage lui permettant de rejoindre la 5e place du classement de Ligue 1, le meilleur départ en championnat depuis la saison 2002-2003.
Lors de la troisième journée de Ligue 1, l'EAG se déplace en Lorraine pour y affronter l'AS Nancy, lanterne rouge de Ligue 1. Amputés de plusieurs éléments importants (Briand, Didot, Mendy et Sankoh notamment), les Guingampais se montrent prudents en première période et sont inquiétés en toute fin de période sur un coup franc de Puyo qui heurte la barre de Johnsson. Revenus avec de meilleures intentions en seconde période, les joueurs de Guingamp inscrivent deux buts sur deux centres de la nouvelle recrue, Marçal, pour des buts de Diallo (son deuxième de la saison) et de Giresse (pour sa première titularisation de la saison). Les Nancéiens manquent de réussite puisqu'ils touchent par deux fois les montants en seconde période et bénéficient d'un penalty, manqué par Hadji en toute fin de rencontre. À l'issue de cette journée, l'En Avant Guingamp se hisse en tête de la Ligue 1 avant la trêve internationale.
Les Guingampais abordent donc la quatrième journée en tant que leaders en accueillant Montpellier. Ils prennent le jeu à leur compte en début de match et sont tout proche d'inscrire un but dès la 7e minute mais la tête de Privat trouve la transversale de Jourdren. Quelques minutes plus tard et contre le cours du jeu, Sanson ouvre le score après une perte de balle de Diallo dans l'axe. Surpris, les Bretons retrouvent leur jeu dans les quinze dernières minutes de la première période et Coco égalise à la 36e. La seconde période est plus équilibrée mais aucune des deux équipes ne parvient à inscrire un second but. Guingamp maintient ainsi son invincibilité en Ligue 1 et se retrouve à deux points du leader, l'AS Monaco.
Toujours invaincus en championnat, les Guingampais se déplacent au Stadium pour y affronter Toulouse qui avait impressionné lors du derby face aux Girondins de Bordeaux (victoire 4 buts à 1) à domicile. La première mi-temps est à l'avantage des Toulousains, plus incisifs dans les duels, qui parviennent à déjouer les attaques des visiteurs par un pressing efficace à la perte de balle. L'expulsion de Johnsson, le gardien guingampais, à la 39e minute complique davantage les espoirs des Costarmoricains qui parviennent cependant à conserver le score après 45 minutes de jeu. La seconde période est à sens unique mais selon toute attente, ce sont les Toulousains qui se font surprendre. Yannis Salibur prend le meilleur sur le portier toulousain Lafont et l'arbitre accorde un penalty litigieux aux Bretons que transforme Briand à la 54e minute. Toulouse part ensuite à l'assaut des cages de Théo Guivarch et égalise dès la 62e par Braithwaite sur un penalty consécutif à une faute de Salibur. Quatre minutes plus tard les locaux prennent l'avantage sur un centre en retrait de la gauche pour Durmaz, totalement esseulé dans la surface. Les Toulousains mettent ainsi un terme à l'invincibilité guingampaise et dépassent leurs adversaires du jour au classement.

#### Journées 6 à 10
Après un bon début de saison, l'En avant de Guingamp souhaite se reprendre à domicile après deux matchs sans victoire face à Montpellier et Toulouse. Les Costarmoricains accueillent leurs voisins morbihannais du FC Lorient qui viennent d'obtenir leurs premiers points en Ligue 1 grâce à une victoire quatre jours plus tôt face à Lille. Les Guingampais sont proches d'ouvrir le score dès la 5e minute mais Sloan Privat, surpris de se retrouver totalement esseulé face au but sur un centre de Salibur, ne parvient pas à cadrer sa frappe. La première période est pauvre en occasions. Guingamp fait face à un bloc défensif lorientais bien en place et les visiteurs ne parviennent pas à bien négocier leurs situations de contre. En fin de première période, Guingamp pousse davantage mais sans efficacité. C'est à la 64e minute que le match bascule : Selemani, entré quelques minutes auparavant, commet une faute grossière sur Marçal, intenable sur son côté gauche en seconde mi-temps, dans la surface de réparation. Briand transforme son deuxième pénalty en quatre jours, à droite du gardien cette fois-ci. Malgré trente dernières minutes à sens unique en situations d'attaque-défense, les Guingampais ne sont pas véritablement mis en danger et reprennent ainsi leur marche en avant en Ligue 1.
L'En Avant se déplace ensuite en Corse pour affronter Bastia. Sur un terrain en piteux état, les deux équipes ne parviennent pas à développer leur jeu. Les Guingampais sont les plus entreprenants mais Marçal est exclu à la 38e minute pour un deuxième carton jaune controversé. Solides défensivement, les Guingampais parviennent à annihiler les actions des Bastiais en difficulté dans les 30 derniers mètres. Sur l'une de leurs rares occasions, les locaux parviennent néanmoins à ouvrir le score par Enzo Crivelli à la 79e, avant d'être lui-même exclu quelques secondes plus tard. Guingamp pousse pour revenir dans les 15 dernières minutes sans toutefois se montrer dangereux et le score n'évolue pas.
Après avoir gagné son premier derby face à Lorient, les Guingampais se déplacent de nouveau, au Roazhon Park cette fois-ci, pour affronter Rennes pour le premier « Celtico ». Le match est tendu et aucune équipe ne parvient à prendre le jeu à son compte. À la 64e minute, Diallo touche légèrement Ntep dans la surface de réparation : Nicolas Rainville, l'arbitre, n'hésite pas et pointe le point de penalty en adressant un second carton jaune, synonyme d’exclusion, à Diallo. Le penalty, tiré par Grosicki, est repoussé par le portier guingampais. Les 30 dernières minutes sont dominées par des Rennais en supériorité numérique qui ne parviennent cependant à ouvrir le score qu'à la toute dernière minute par Diakhaby sur une contre-attaque éclaire.
Après ces contre-performances hors de leurs bases, les Guingampais doivent absolument reprendre leur marche en avant à domicile. Le LOSC, en grande difficulté en championnat (18e), se présente dans ce contexte à Roudourou. Le match est globalement maîtrisé par les locaux face à des Lillois en proie au doute. Ils s'assurent la victoire par Sloan Privat à la 32e minute sur une magnifique action collective venant de la droite, pour ce qui reste le seul but de la partie.
Le dernier match du mois d'octobre voit l'EAG se déplacer chez un prétendant au titre en pleine crise de résultats également : l'Olympique lyonnais (4 défaites sur les 5 derniers matchs dont la dernière, quatre jours plus tôt face à la Juventus, en Ligue des champions). La première mi-temps est à sens unique et ce sont les Rhodaniens qui ouvrent logiquement le score sur penalty par Lacazette à la 37e minute. Les Guingampais reviennent de la pause avec de bien meilleures intentions et surprennent les Lyonnais en égalisant dès la 46e minute par Salibur. Ils ne s'arrêtent pas là puisque 6 minutes plus tard et grâce à un pressing haut, les Bretons récupèrent le ballon dans les 30 derniers mètres et Jimmy Briand parvient à trouver Marcus Coco, esseulé dans le carré des 6 mètres, qui trompe Lopes. Guingamp alourdit même la marque sur une action individuelle de Marcus Coco, qui inscrit là un doublé, à la 77e minute de jeu à la suite d'une relance à la main de son gardien, Johnsson. Guingamp conforte ainsi sa cinquième place au classement avant de basculer sur la Coupe de la Ligue.

#### Journées 11 à 15
Guingamp accueille le SCO Angers pour le compte de la 11e journée de Ligue 1, trois jours après sa qualification en huitièmes de finale de la Coupe de la Ligue à Bastia. Comme souvent entre ces deux équipes qui s'affrontent régulièrement depuis cinq saisons, le match est très équilibré et les défenses sont bien en place. Après une première période insipide (1 tir cadré de part et d'autre), ce sont les visiteurs qui ont la première occasion à la 54e minute par Toko-Ekambi, mais sa tête est repoussée du pied par le gardien Johnsson. C'est le tournant du match puisqu'à partir de ce moment, les Guingampais prennent le jeu à leur compte avec un bloc plus haut et des Angevins qui semblent souffrir physiquement. Yannis Salibur met à contribution Michel par deux fois aux 57e et 66e minutes. C'est d'ailleurs ce même Salibur qui est à l'origine de l'ouverture du score guingampaise. Son corner tiré à la 78e est repris en deux temps par Ludovic Blas au point de penalty. Nill De Pauw, rentré deux minutes plus tôt, dévie le ballon du talon et marque son premier but avec Guingamp. Le score n'évolue pas et Guingamp, à la faveur de la défaite toulousaine face à Lyon, se hisse au pied du podium de Ligue 1.
Pour le compte de la 12e journée de Ligue 1, l'En avant de Guingamp se déplace chez le promu dijonnais, invaincu en championnat depuis cinq rencontres. Pris à la gorge par un pressing bourguignon intensif, les Guingampais peinent à rentrer dans le match. Les occasions s’enchaînent pendant la première période et ils concèdent rapidement deux buts. Contre le cours du jeu, ils parviennent cependant à réduire le score à 2 buts à 1 grâce à Marcus Coco qui reprend un centre d'Ikoko à la 32e minute. Les Dijonnais refont le break avant la mi-temps par Diony. Au retour des vestiaires, Guingamp prend progressivement l'ascendant sur le match face à des locaux émoussés physiquement. Comme lors du match contre Angers lors de la précédente journée, c'est le banc qui permet aux Bretons de revenir dans la partie : à la 79e minute, Alexandre Mendy reprend victorieusement un centre de Marçal avant que Nill De Pauw n'égalise dans les toutes dernières secondes du temps additionnel.

#### Classement
Extrait du classement de Ligue 1 2016-2017
| Rang | Équipe           | Pts | J  | G  | N  | P  | Bp | Bc | Diff |
| ---- | ---------------- | --- | -- | -- | -- | -- | -- | -- | ---- |
| 8    | AS Saint-Étienne | 50  | 38 | 12 | 14 | 12 | 41 | 42 | −1   |
| 9    | Stade rennais FC | 50  | 38 | 12 | 14 | 12 | 36 | 42 | −6   |
| 10   | EA Guingamp      | 50  | 38 | 14 | 8  | 16 | 46 | 53 | −7   |
| 11   | LOSC Lille       | 46  | 38 | 13 | 7  | 18 | 40 | 47 | −7   |
| 12   | Angers SCO       | 46  | 38 | 13 | 7  | 18 | 40 | 49 | −9   |

#### Évolution du classement et des résultats
| Journée  | 1  | 2 | 3 | 4 | 5 | 6 | 7 | 8  | 9 | 10 | 11 | 12 | 13 | 14 | 15 | 16 | 17 | 18 | 19 | 20 | 21 | 22 | 23 | 24 | 25 | 26 | 27 | 28 | 29 | 30 | 31 | 32 | 33 | 34 | 35 | 36 | 37 | 38 |
| -------- | -- | - | - | - | - | - | - | -- | - | -- | -- | -- | -- | -- | -- | -- | -- | -- | -- | -- | -- | -- | -- | -- | -- | -- | -- | -- | -- | -- | -- | -- | -- | -- | -- | -- | -- | -- |
| Rang     | 10 | 5 | 1 | 5 | 7 | 6 | 8 | 10 | 5 | 5  | 4  | 4  | 5  | 5  | 7  | 5  | 6  | 5  | 5  | 5  | 5  | 8  | 8  | 9  | 8  |    |    |    |    |    |    |    |    |    |    |    |    |    |
| Résultat | N  | G | G | N | P | G | P | P  | G | G  | G  | N  | N  | N  | P  | G  | P  | G  | N  | P  | N  | P  | P  | P  | G  |    |    |    |    |    |    |    |    |    |    |    |    |    |

source

#### Affluences à domicile
Ce graphique représente le nombre de spectateurs lors de chaque rencontre de Ligue 1 à domicile.

### Coupe de France
La coupe de France 2016-2017 est la 100e édition de la coupe de France, une compétition à élimination directe mettant aux prises tous les clubs de football amateurs et professionnels à travers la France métropolitaine et les DOM-TOM. Elle est organisée par la FFF et ses ligues régionales. L'En avant de Guingamp entre en lice en 32e de finale, au début de l'année 2017.

### Coupe de la Ligue
La Coupe de la Ligue 2016-2017 est la 23e édition de cette compétition à élimination directe organisée par la Ligue de football professionnel (LFP) depuis 1994, qui rassemble uniquement les clubs professionnels de Ligue 1, Ligue 2 et National. L'En avant de Guingamp entre en lice en 16e de finale, comme tous les clubs de Ligue 1 non qualifiés pour une Coupe d'Europe, à la fin du mois d'octobre 2016.
Le 12 septembre a lieu le tirage au sort des seizièmes et huitièmes de finale. L'En avant de Guingamp doit se déplacer en Corse pour y affronter le SC Bastia, un mois après y avoir perdu 1 but à 0. Le vainqueur de ce match retrouve l'Olympique lyonnais dans son Parc OL en huitièmes de finale.
Pour cette entrée en lice en Coupe de la Ligue, intercalée entre les 10e et 11e journées de Ligue 1, Antoine Kombouaré décide de faire largement tourner son effectif en laissant la plupart des cadres au repos en Bretagne. Seuls 15 joueurs font le déplacement sur l'Île de Beauté : Lévêque et Martins Pereira, de retour de blessure, sont titularisés aux postes de latéraux et disputent leurs premières minutes avec le groupe professionnel cette saison. La première demi-heure est dominée et maitrisée par des Guingampais plus incisifs et Privat concrétise cette domination à la 28e en reprenant victorieusement de la tête un corner de Giresse. La physionomie du match tourne alors et les Bastiais prennent le jeu à leur compte. L'égalisation intervient à la toute dernière minute de la première période par Marange, lui aussi de la tête. La seconde période reprend de la même manière : les Guingampais jouent très bas et Bastia impose son jeu. Plusieurs fois en difficulté sur son côté face à Bifouma et Nangis, Martins Pereira est exclu à la suite d'un deuxième avertissement consécutif à un tirage de maillot. Les trente dernières minutes sont largement dominées par les insulaires qui ne parviennent cependant pas à prendre les devants au score, butant sur un Romain Salin impérial dans les cages bretonnes. Contrairement aux années précédentes et pour la première fois dans cette Coupe, Guingampais et Bastiais doivent se départager aux tirs au but, sans passer par des prolongations. Malgré l'arrêt du gardien bastiais sur la tentative de Livolant, deux tirs des locaux sont stoppés par Salin, et Ludovic Blas, cinquième tireur, se charge de sceller la qualification de son équipe pour les 8e de finale.

### Statistiques
| Compétition       | Débute au tour | Termine          | Matches joués | Gagnés | Nuls | Perdus | Buts pour | Buts contre | Différence |
| ----------------- | -------------- | ---------------- | ------------- | ------ | ---- | ------ | --------- | ----------- | ---------- |
| Ligue 1           | -              | -                | 25            | 9      | 7    | 9      | 30        | 30          | +0         |
| Coupe de France   | 32e de finale  | -                | 2             | 2      | 0    | 0      | 4         | 2           | +2         |
| Coupe de la Ligue | 16e de finale  | Quarts de finale | 3             | 0      | 2    | 1      | 5         | 6           | -1         |
| Total             | Total          | Total            | 30            | 11     | 9    | 10     | 39        | 38          | +1         |

#### Statistiques buteurs
|       | Buteur           | Ligue 1 | Coupe de France | Coupe de la Ligue | Total | Mns  | Ratio B/M |
| ----- | ---------------- | ------- | --------------- | ----------------- | ----- | ---- | --------- |
| TOTAL | TOTAL            | 27      | 2               | 5                 | 34    | 2160 | 1,42      |
| 1     | Jimmy Briand     | 6       | 1               | 0                 | 7     | 1698 | 0,37      |
| 2     | Nill De Pauw     | 4       | 0               | 1                 | 5     | 603  | 0,75      |
| 3     | Yannis Salibur   | 5       | 0               | 0                 | 5     | 1562 | 0,29      |
| 4     | Marcus Coco      | 4       | 0               | 0                 | 4     | 1522 | 0,24      |
| 5     | Sloan Privat     | 2       | 0               | 2                 | 4     | 735  | 0,49      |
| 6     | Mustapha Diallo  | 2       | 1               | 0                 | 3     | 1228 | 0,22      |
| 7     | Nicolas Benezet  | 0       | 0               | 1                 | 1     | 18   | 5,00      |
| 8     | Alexandre Mendy  | 1       | 0               | 0                 | 1     | 505  | 0,18      |
| 9     | Thibault Giresse | 1       | 0               | 0                 | 1     | 579  | 0,16      |
| 10    | Ludovic Blas     | 0       | 0               | 1                 | 1     | 887  | 0,10      |
| 11    | Jérémy Sorbon    | 1       | 0               | 0                 | 1     | 1980 | 0,05      |

Date de mise à jour : le 14 janvier 2017.

#### Statistiques passeurs
|       | Passeur          | Ligue 1 | Coupe de France | Coupe de la Ligue | Total |
| ----- | ---------------- | ------- | --------------- | ----------------- | ----- |
| TOTAL | TOTAL            | 19      | 2               | 3                 | 24    |
| 1     | Lucas Deaux      | 5       | 1               | 0                 | 6     |
| 2     | Marçal           | 5       | 0               | 0                 | 5     |
| 3     | Jimmy Briand     | 4       | 0               | 0                 | 4     |
| 4     | Thibault Giresse | 0       | 0               | 2                 | 2     |
| 5     | Marcus Coco      | 1       | 1               | 0                 | 2     |
| 6     | Alexandre Mendy  | 0       | 0               | 1                 | 1     |
| 7     | Benjamin Angoua  | 1       | 0               | 0                 | 1     |
| 8     | Mustapha Diallo  | 1       | 0               | 0                 | 1     |
| 9     | Jordan Ikoko     | 1       | 0               | 0                 | 1     |
| 10    | Yannis Salibur   | 1       | 0               | 0                 | 1     |

#### Statistiques individuelles
(Mis à jour le 14 janvier 2017)

#### Joueur du mois
Chaque mois, le quotidien régional Ouest-France réalise un vote auprès de ses lecteurs afin d'élire le meilleur joueur guingampais du mois écoulé.
| Mois      | Joueurs            | Joueurs        | Joueurs            |
| --------- | ------------------ | -------------- | ------------------ |
| août      | Lucas Deaux        | Marçal         | Mustapha Diallo    |
| septembre | Marçal             | Marcus Coco    | Christophe Kerbrat |
| octobre   | Kalle Johnsson     | Jimmy Briand   | Marcus Coco        |
| novembre  | Nill De Pauw       | Kalle Johnsson | Marcus Coco        |
| décembre  | Christophe Kerbrat | Jimmy Briand   | Nill De Pauw       |

### Tactique
| \| Johnsson Marçal Sorbon Kerbrat Ikoko Diallo Deaux Coco Salibur Briand Privat \| Équipe type de la saison 2016-2017 · D'août à octobre 2016 |
| Johnsson Marçal Sorbon Kerbrat Ikoko Diallo Deaux Coco Salibur Briand Privat                                                                  |

Après avoir varié entre le 4-3-3 et le 4-4-2 à plat lors des matchs de préparation, Antoine Kombouaré décide de reconduire en compétition le 4-4-2 à plat qui a été la marque de fabrique du club lors des six dernières saisons sous la houlette de Jocelyn Gourvennec. Compte tenues des blessures de nombreux joueurs en début de saison (Martins Pereira, Lévêque, Didot et Benezet notamment), une équipe type se dégage rapidement.
Le club conserve également sa stratégie de jeu verticale avec la deuxième plus faible possession de Ligue 1, utilisant à bon escient la vitesse de ses joueurs de côté en phases de contre.
| \| Johnsson Marçal Sorbon Kerbrat Ikoko Deaux Didot Diallo Coco Salibur Briand \| Équipe type de la saison 2016-2017 · À partir de novembre 2016 |
| Johnsson Marçal Sorbon Kerbrat Ikoko Deaux Didot Diallo Coco Salibur Briand                                                                      |

À la fin du mois d'octobre, de retour de blessure, Étienne Didot prend la place de Mustapha Diallo dans le 11 type à la suite des suspensions et blessures de ce dernier. Les rentrées efficientes de Mendy ou de De Pauw rajoutent également davantage d'incertitude dans l'esprit du coach costarmoricain.

## Aspects juridiques et économiques

### Structure juridique et organigramme
- Président de la SASP : Bertrand Desplat
- Vice-président de la SASP : Frédéric Legrand
- Président de l'association : Jean-Paul Briand
- Directeur administratif et financier : Laurent Defains
- Responsable administratif section professionnelle : Aimé Dagorn
- Secrétariat SASP : Renée Toudic
- Secrétariat association : Sylvie Le Buan
- Comptables : Laurence Bregüe et Marie-Laure Corbel
- Directeur commercial : Frédéric Legrand
- Directeur marketing et merchandising : Arnaud Salliou
- Responsable commercial : Franck Gérard
- Responsable relations Extérieures : Jean-Charles Rosé
- Responsable billetterie : Anne Person
- Responsable boutique : Brigitte Pailloux
- Responsables équipements section professionnelle : Jean-Guy Donnart
- Responsable communication : Christophe Gautier
- Directeur de la sécurité : Jean-Michel Le Houérou
- Responsable des arbitres : Jean-François Antoine

### Éléments comptables
- Budget : 26 M€

### Équipementiers et sponsors

#### Équipementier
- Patrick

#### Sponsors
- Breizh Cola
- Celtarmor
- Geodis Calberson
- Mère Lalie
- Servagroupe
- Aroma Celte
- Cré'actuel
- Système U
- Crédit mutuel de Bretagne

### Couverture médiatique

#### Télévisions
- beIN Sport
- Canal+
- Onzéo
- France 3 Bretagne (résumé vidéo)

#### Radios
- Radio Bonheur

#### Internet
- Dailymotion

## Autres équipes

### Équipe réserve
Le tableau suivant liste  l'effectif amateur de l'En avant de Guingamp, entraîné par Claude Michel.